# باتريك جايمس ماكجينيس
باتريك جيمس ماكجينيس كاتب أمريكي ورأسمالي مغامر. اشتهر بصياغة مصطلح «الخوف من الضياع» (FOMO)، والذي استخدمه لأول مرة في مقالة افتتاحية لـ The Harbus في عام 2004 أثناء دراسته في كلية هارفارد للأعمال.   